# Arturo Umberto Illia
Arturo Umberto Illia (Pergamino, Província de Buenos Aires, 4 d'agost de 1900 - Córdoba, Província de Córdoba, 18 de gener de 1983) fou un metge i polític argentí. Va exercir el càrrec de President de la Nació Argentina entre el 12 d'octubre de 1963 i el 28 de juny de 1966, moment en què fou derrocat per un cop d'estat dirigit des d'un sector de les Forces Armades.

## Activitat política
Arturo U. Illia es va afiliar a la Unió Cívica Radical a l'arribar a la majoria d'edat, l'any 1918, fortament influït per l'activa militancia radical del seu pare, Martín Illia i del seu germà Italo. Aquest mateix any va començar els seus estudis universitaris enmig de la mobilització juvenil que acompanyava la Reforma Universitària.
A partir de 1929, any en què es va radicar a Cruz del Eje, Córdoba, inicia una intensa activitat política que alterna amb la seva activitat professional.
El 1935 va ser elegit Senador Provincial pel Departament de Cruz del Eje en les eleccions celebrades el 17 de novembre. Al Senat Provincial va participar activament en l'aprovació a la Llei de Reforma Agrària, que fou aprovada per la Legislatura de Còrdoba però rebutjada en el Congrés de la Nació. Va presidir la Comissió de Pressupost i Hisenda i va impulsar la construcció de les represas de Nou San Roque, La Viña, Creu de l'Eix i Els Alazanes.
En les eleccions del 10 de març de 1940 resultà electe Vicegovernador de Còrdoba, acompanyant al Governador Santiago del Castillo, càrrec que assumeix el 17 de maig de 1940, fins que la Província és intervinguda al 19 de juny de 1943.
El 20 d'abril de 1948 assumeix com a Diputat de la Nació, càrrec que exerceix fins al 30 d'abril de 1952. Va formar part de les Comissions d'Obres Públiques i Higiene i Assistència Medicinal.
Després de la mort d'Amadeo Sabattini, va ser reconegut com a representant indiscutit del sabattinismo, o Línia Còrdoba.

## Presidència de la Nació
Després del cop d'estat del 16 de setembre de 1955 que va derrocar al President Juan Domingo Perón s'inicia un llarg període d'inestabilitat política a l'Argentina. Els militars van proscriure al peronisme i els seus simpatitzants recorrien al vot en blanc per a expressar el seu rebuig a les eleccions convocades sense la seva participació.
D'altra banda, la Unió Cívica Radical es va dividir en dos, segons la postura que cada sector assumia enfront del peronisme, acceptant (radicals intransigents) o rebutjant (radicals del poble) la seva proscripció. El 1961, el President Arturo Frondizi (radical intransigent) va legalitzar al peronisme, que va triomfar àmpliament en les eleccions a governador del 18 de març de 1962. Onze dies després, el President Frondizi va ser derrocat i detingut pel cop del 29 de març de 1962, que va resultar en la presa del poder per part de José María Guido, qui va anul·lar les eleccions, va tornar a prescriure al peronisme, va dissoldre el Congrés i va convocar a noves eleccions limitades i controlades pels militars. Illía havia resultat electe governador de Còrdoba, en aquestes eleccions, però no va arribar a assumir a causa del cop.
En aquestes condicions es van convocar les eleccions del 7 de juliol de 1963 en les quals va resultar electe Arturo Umberto Illia.
Al Col·legi Electoral, la fórmula encapçalada per Arturo Illia va obtenir 270 vots sobre 476 electors el dia 31 de juliol de 1963.

## La gestió de govern
Arturo Illia va assumir el 12 d'octubre de 1963. El seu primer acte de govern va consistir a eliminar les restriccions que pesaven sobre el peronisme. Des de la Revolució Llibertadora les manifestacions d'aquest partit estaven prohibides pel Decret 4161/56, no obstant això cinc dies després que Illia assumís el govern es va realitzar un acte commemoratiu pel 17 d'octubre a la Plaça Miserere sense cap mena de limitació. De la mateixa manera es van aixecar les restriccions electorals, habilitant la participació del peronisme en els comicis legislatius de l'any 1965. També es va aixecar la prohibició que pesava sobre el Partit Comunista i es van promulgar penalitats a la discriminació i violència racial.

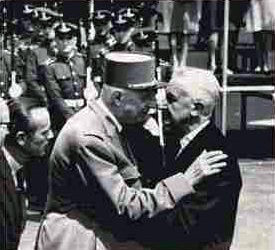
Arturo Illia rep al President de França, Charles de Gaulle al 1964.

El 15 de juny de 1964 es publica la Llei del salari mínim, vital i mòbil, prèvia a la constitució del Consell del Salari, integrat per representants del Govern, els empresaris i els sindicats.
Entre els objectius del projecte figuraven la necessitat d'"evitar l'explotació dels treballadors en aquells sectors en els quals pot existir un excés de mà d'obra", "assegurar un ingrés mínim adient" i "millorar els salaris dels treballadors més pobres".
Amb els mateixos objectius, es va promoure la Llei de Proveïment, destinada a controlar els preus de la cistella familiar i la fixació d'uns mínims de jubilacions i pensions.
Durant la seva gestió de govern, l'educació va tenir un pes significatiu en el Pressupost Nacional. L'any 1963, la seva participació era del 12%, l'any 1964, del 17%, i l'any 1965, del 23%.
En matèria econòmica, el govern d'Arturo Illia va tenir una política d'ordenament del sector públic, de disminució del deute públic i d'impuls a la industrialització. Es va crear la Sindicatura d'Empreses de l'Estat, per a un control més eficaç de les empreses públiques.

## El derrocament
El govern d'Illia va haver de conviure amb la seva pròpia debilitat derivada del fet d'haver estat escollit en eleccions no lliures, a causa de la proscripció del peronisme, molts dels quals van votar llavors en blanc, obtenint la segona minoria. La falta de reconeixement de legitimitat al govern d'Illia per part dels ciutadans peronistes, es va veure agreujada per un pla de lluita del moviment obrer, afectat per la decisió del govern de sancionar una legislació sindical sense consultar als sindicats.

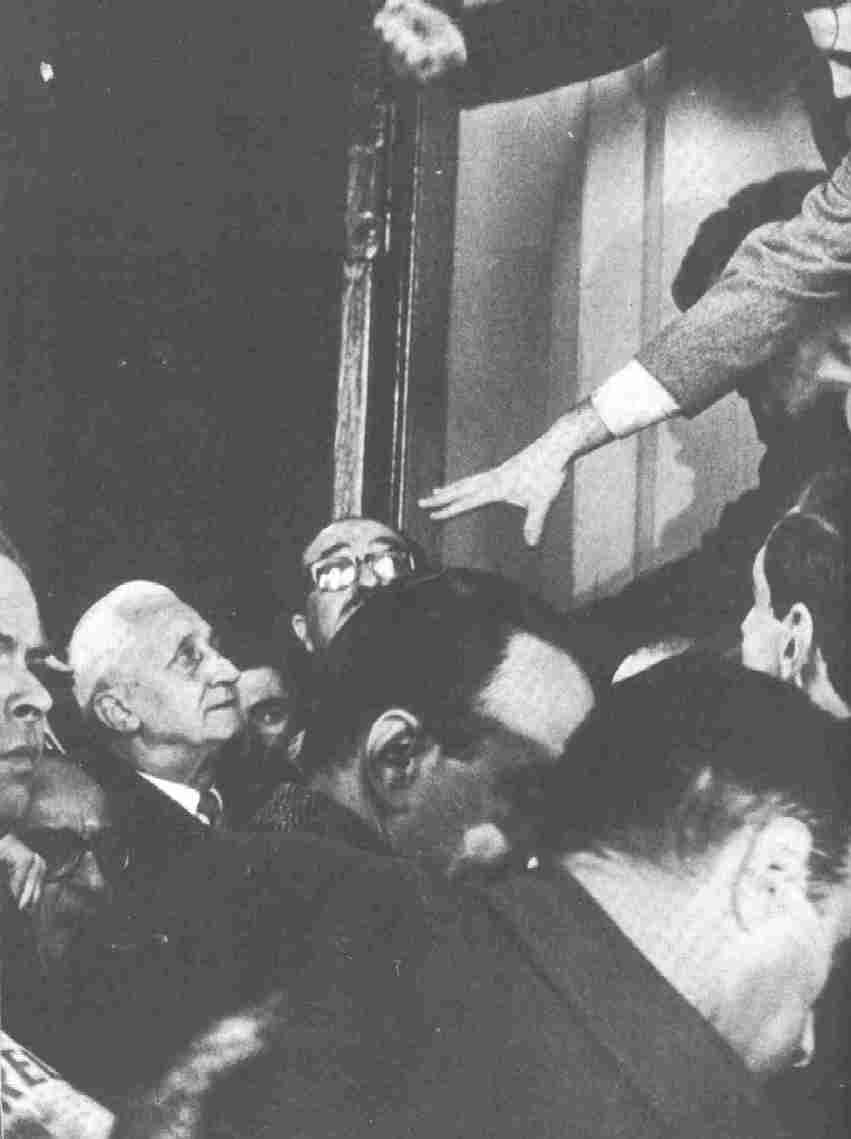
Arturo Illia abandonant la Casa de Govern després del seu derrocament.

L'any 1965 el govern va convocar a eleccions legislatives eliminant totes les restriccions que pesaven sobre el peronisme en l'etapa prèvia. El peronisme va presentar les seves pròpies llistes de candidats i van triomfar àmpliament en les eleccions amb 3.278.434 vots contra 2.734.970 de la Unió Cívica Radical del Poble. El triomf del peronismo va agitar la situació interna de les Forces Armades.
El descontent militar es va combinar amb una forta campanya de desprestigi, impulsada per sectors econòmics conservadors que criticaven durament certes polítiques del govern radical, com la Llei de Medicaments (Llei Oñativia), la política petroliera i certa autonomia dels Estats Units en la política internacional.
La campanya de desprestigi contra el President Illia i la democràcia, es va realitzar de manera sistemàtica, utilitzant certs periodistes i mitjans de comunicació.
Finalment, els Estats Units, en el marc de la Guerra Freda, ja començava a promoure obertament la guerra bruta i la instal·lació de dictadures militars permanents a l'Amèrica Llatina, impulsades des de l'Escola de les Amèriques instal·lada a Panamà, dintre de l'anomenada Doctrina de la Seguretat Nacional.
La idea del cop no sol era reclamada per sectors de la premsa conservadora i del poder econòmic, sinó que també era recolzat per alguns partits polítics com la Unió Cívica Radical Intransigent liderada per Oscar Alende i el Moviment d'Integració i Desenvolupament liderat pel derrocat ex-president Arturo Frondizi, i també per un considerable sector del moviment sindical.
El 28 de juny de 1966, en un fred matí d'hivern es va produir el cop militar enmig de la indiferència de la ciutadania. El General Alzogaray, Cap de la Casa Militar Brigadier Rodolfo Pío Otero, el coronel Luis Perlinger i un grup d'oficials es van presentar en el despatx presidencial per a sol·licitar-li a Illia el retir de la Casa de Govern, assegurant-li en tot moment la seva integritat física. Aquest es va negar rotundament i després d'una forta discussió on va manifestar "El comandant en cap de les Forces Armades sóc jo" els militars van haver d'abandonar el despatx. Davant la forta negativa els efectius policials van ingressar amb pistoles llença gasos, mentre que les tropes van envoltar per complet la Casa Rosada. Perlinger va tornar a sol·licitar al president que es retiri, cas contrari no podia garantir la seguretat de les persones que l'acompanyaven. Davant aquesta situació Illia va optar per deixar el lloc. Envoltat pels seus col·laboradors va baixar per l'escala fins a la planta baixa, va creuar per l'entrada i es va dirigir al carrer, i com no disposava de vehicle perquè el va vendre durant la seva presidència va abandonar el lloc en un taxi que el va portar a la casa del seu germà. L'endemà va assumir Onganía.

## La seva activitat posterior a la presidència
Existeix un ampli consens a considerar a Illia un polític exemplar, per la seva honestedat i personalitat incorruptible. Va tenir una sola casa, senzilla i humil, que va ser l'únic bé immoble amb què es va retirar com a president de la nació, li va ser donada per subscripció pública, amb ajuda i per voluntat dels veïns de Cruz del Eje, a més de ser l'únic president de l'Argentina que no va acceptar la jubilació de privilegi.
Està enterrat al mateix panteó dels radicals Leandro N. Alem, i Hipólito Yrigoyen, al Cementiri de la Recoleta.